# Ejército del Norte (Provincias Unidas del Río de la Plata)

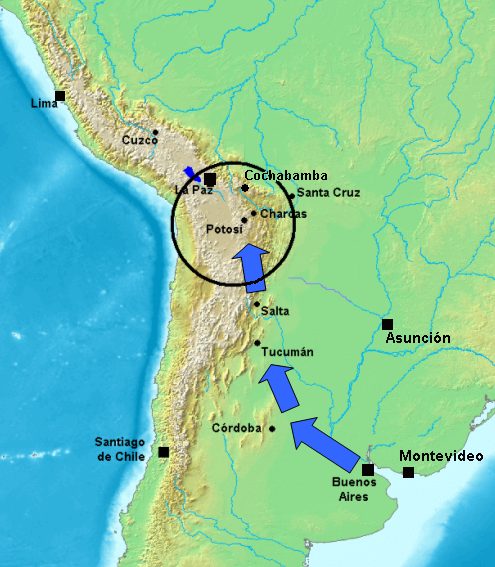
El Alto Perú, objetivo del Ejército del Norte enviado desde Buenos Aires.

El Ejército del Norte, denominado en los documentos de su época Ejército Auxiliar del Perú o Ejército del Perú ya que, aun cuando era argentino, su objetivo era liberar al Alto Perú (actual Bolivia) y al Perú, fue el primer cuerpo militar desplegado por las Provincias Unidas del Río de la Plata en la guerra de la Independencia Argentina. Este ejército fue el encargado de actuar, bajo el mando, entre otros de Manuel Belgrano, en la región noroeste de la actual República Argentina y el Alto Perú (actual Bolivia), en donde se desarrolló uno de los principales frentes de batalla contra los realistas fieles a la corona de España.
Su acción en el frente independentista comenzó en 1810 y concluyó en 1817, con la derrota de las fuerzas comandadas por Gregorio Aráoz de Lamadrid en la batalla de Sopachuy, en un último intento de avanzar sobre el Alto Perú. A partir de allí las acciones ofensivas finalizaron, manteniéndose solo en situación defensiva. La ofensiva ya había sido trasladada al Ejército de los Andes, comandado por José de San Martín, que concibió la idea de llegar por mar hasta Lima, el principal bastión realista, tras liberar Chile. El Ejército del Norte, nuevamente al mando de Belgrano, fue llamado para intervenir en las luchas internas suscitadas por el conflicto entre el gobierno central con sede en Buenos Aires y los caudillos federales del Litoral. El Motín de Arequito (1820), causado por la renuencia de los veteranos del frente independentista a comprometerse en luchas intestinas, puso fin a su existencia.
La Expedición de Belgrano al Paraguay llevó antes el nombre de Ejército del Norte, pasando con el tiempo a ser conocido así el que actuaba en el Alto Perú.
Durante la guerra contra la Confederación Perú-Boliviana, un nuevo cuerpo militar recibió el nombre de Ejército del Norte al mando de Alejandro Heredia, desapareciendo de nuevo tras su asesinato en 1838 al estallar la rebelión conocida como Coalición del Norte, finalizando la guerra en 1839 con la victoria restauradora en Yungay y el retiro de los peruano-bolivianos del territorio argentino.

## Primera campaña auxiliadora al Alto Perú

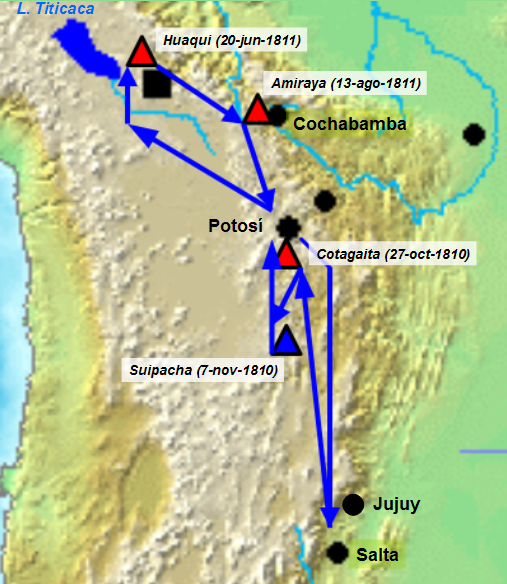
Mapa de la primera campaña al Alto Perú (1810-1811). Los triángulos señalan las batallas; rojos para las victorias realistas (Cotagaita, Huaqui y Amiraya) y azules para las victorias independentistas (Suipacha).

La carencia de militares entrenados fue una de las más graves dificultades a las que tuvo que hacer frente el gobierno revolucionario, además del Batallón de Patricios y otros cuerpos formados durante las Invasiones Inglesas, las únicas tropas más o menos experimentadas con que contaban los criollos eran los cuerpos de Blandengues, lanceros milicianos reclutados para vigilar las fronteras de los territorios aún dominados por los indígenas (mapuches y ranqueles). No sería hasta 1812, con la llegada de los veteranos de las Guerras Napoleónicas, en que se incorporarían oficiales conocedores de la ciencia militar a las tropas nacionales. Muchos de los primeros comandantes fueron civiles u oficiales de graduación inferior, puestos al frente de las tropas más por su convicción política y su carisma de mando que por sus capacidades militares.

### La formación del ejército
Lo que sería luego el Ejército del Norte tuvo su origen en las tropas reunidas por el vocal Juan José Castelli por orden dada por la Primera Junta el 14 de junio de 1810, para combatir al antiguo virrey Santiago de Liniers, que encabezaba un movimiento contrarrevolucionario en la Intendencia de Córdoba. La orden de la Junta respondía al cumplimiento del acta de formación de la misma el 25 de mayo, que la obligaba a enviar una expedición a las provincias.
La Junta comenzó una colecta en Buenos Aires para pertrechar a la expedición y se reunió un ejército de 1.150 hombres. Las tropas salieron del Retiro el 7 de julio de 1810 para ser revistada en el cuartel-campamento de Monte de Castro  el día 9 (entonces a tres leguas de la aún pequeña ciudad de Buenos Aires). El mismo 9 de julio las tropas comenzaron la marcha por la ruta de Córdoba  al mando del coronel de Arribeños; Francisco Ortiz de Ocampo (como comandante general), secundado por el teniente coronel Antonio González Balcarce (como mayor general), al que se dio una formación apresurada en dos meses.
A semejanza de los ejércitos de la Revolución francesa, ambos jefes iban acompañados por el representante de la Junta (mando político), Hipólito Vieytes como comisionado y por el auditor de guerra Feliciano Chiclana, quien alcanzó al ejército el 28 de julio en Fraile Muerto  y continuó hacia Salta, pasando por la de San Miguel de Tucumán,  con una escolta, en la ciudad de Salta fue nombrado gobernador intendente de Salta del Tucumán. Juan Gil era el comisario de guerra. El mando militar estaba sujeto al político y este a la Junta a través de la Secretaría de Guerra que ocupaba Mariano Moreno. Vieytes llevaba instrucciones de dejar que en cada provincia el pueblo eligiera diputados para incorporarse a la Junta.
Ortiz de Ocampo, González Balcarce, Vieytes y el secretario Vicente López formaban una junta en comisión, que por mayoría debía tomar las resoluciones.

### Acción sobre Córdoba
El 14 de julio la fuerza llegó a Luján, continuando luego por Salto, Pergamino, Guardia de la Esquina de Buenos Aires, que era el límite con Córdoba, y Fraile Muerto, entre el 20 y el 30 de julio. En la Guardia de la Esquina la expedición recibió noticias de que Liniers había partido con sus fuerzas rumbo al norte, por lo que González Balcarce se adelantó con 300 hombres en su búsqueda.
En Córdoba, Liniers y Juan Gutiérrez de la Concha alistaron milicias urbanas y varios cientos de milicianos reclutados en la campaña por el coronel Santiago Allende, armados con boleadoras y lanzas. El 8 de julio Liniers escribió a Paula Sanz que contaba con 600 hombres armados, la mitad con fusiles y el resto con lanzas, además de artillería. Cuando la expedición se acercó a la ciudad, parte de los milicianos desertaron y los jefes con 300 o 400 hombres y 9 piezas de artillería, huyeron el 31 de julio en dirección al Alto Perú. El día 5 ingresó en Córdoba un destacamento de 300 hombres en busca de Liniers y los demás jefes, 225 soldados permanecieron en la ciudad y los otros 75 iniciaron la persecución, alcanzando a Liniers al día siguiente en el paraje Piedritas, luego de que estos se habían dispersado y escondido, abandonando los cañones y todo lo transportado. El día 7 fueron capturados Gutiérrez de la Concha, el obispo de Córdoba Rodrigo de Orellana, Allende, el asesor Rodríguez y el secretario Moreno.
Ocupada Córdoba el 8 de agosto por el resto del ejército, fue reemplazado su cabildo y Juan Martín de Pueyrredón fue nombrado gobernador intendente, asumiendo a mediados de ese mes, luego la marcha siguió en dirección al Alto Perú, donde el general español José de Córdoba y Rojas estaba al mando de las tropas realistas.
Por orden de la Junta, González Balcarce comandó la vanguardia de las tropas que continuaron hacia el norte, mientras que Ortiz de Ocampo organizaba los contingentes de retaguardia y milicias provinciales. Juan José Viamonte fue nombrado tercer jefe y en sustitución de Vieytes, Juan José Castelli ocupó el cargo de delegado y Bernardo de Monteagudo el de auditor. French y Nicolás Rodríguez Peña integraban también el nuevo comité político. Ortiz de Ocampo permaneció al mando nominal de la expedición quedando en Santiago del Estero y luego en Tucumán para reunir milicias y remitirlas a González Balcarce.
En Salta también recibió tropas, encabezadas por Martín Miguel de Güemes. En Santiago del Estero se formó el Batallón de Patricios de Santiago del Estero comandado por el coronel Juan Francisco Borges, de 3 compañías con un total de 317 hombres, que el 25 de septiembre de 1810 se incorporó al Ejército del Norte y luego fueron fusionados con otras unidades para formar el Regimiento n.º 6 de Infantería.
El 6 de septiembre la Junta dispuso que Castelli asumiera el mando de la expedición, nombrándolo representante de la Junta:

(...) por tanto ha venido la Junta en nombrar á su Vocal el doctor don Juan José Castelli confiriéndolo el carácter de representante de la Junta Provisional Gubernativa de las Provincias del Rio de la Plata con todas las facultades, honores, tratamientos y distinción que á ella le competen. En cuya virtud la Junta de Comisión de la Expedición reconocerá á dicho señor Castelli por Representante de la Junta, obedecerá ciegamente sus órdenes, y no ejecutará plan, medida, ni providencia alguna, sino con su aprobación mirando en su persona á la misma Junta Provisional, y tributándole el mismo respeto y obediencia, que tributaria á esta, si estuviese presente. Y los pueblos interiores recibirán al doctor don Juan José Castelli como un órgano legítimo de la voluntad y sentimientos de esta Junta, ocurriendo á él para todas las mejoras de pronta ejecución que puedan proporcionarse, y dirigiendo por su conducto aquellas manifestaciones, que conduzcan á fomentar la felicidad de estas Provincias bajos los principios de una inalterable unión y fraternidad de todos los pueblos.

El 27 de septiembre de 1810 González Balcarce llegó con la vanguardia del ejército a San Salvador de Jujuy, 18 días después de su salida de Córdoba. El 4 de octubre llegó a Yavi, en el límite con el Alto Perú, en donde se detuvo a la espera de refuerzos.
- Wikisource contiene obras originales de o sobre Ejército del Norte (Provincias Unidas del Río de la Plata).

### Primeras acciones en el Alto Perú
El 25 de agosto de 1810 una junta consultiva en Lima decidió enviar un ejército de 2000 hombres a Potosí o Chuquisaca, para que las fuerzas altoperuanas hicieran frente a la expedición auxiliar de Buenos Aires.
González Balcarce inició la marcha desde Yavi con 400 hombres, desde Tarija recibió 600 hombres, de los cuales admitió a 300 debido a la falta de armamentos. La primera acción armada del Ejército del Norte en el Alto Perú fue el combate de Cotagaita, unos 400 km al norte de San Salvador de Jujuy, que tuvo lugar el 27 de octubre. La batalla fue desfavorable para Balcarce y su resultado indeciso, en parte por la superioridad numérica de los españoles, obligando a las tropas expedicionarias a regresar al sur sin ser perseguidas por los realistas. Balcarce rehízo su ejército dos días después en Tupiza.
El 3 de noviembre la Junta creó el Regimiento n.º 6 de Infantería en el norte argentino (cumplido por Castelli en Potosí el 1 de enero de 1811), con dos batallones. Se lo formó sobre la base de las compañías de infantería llevadas desde Buenos Aires, excepto los pardos y morenos, y contingentes de Tucumán (300 hombres en 3 compañías) y Santiago del Estero (de tropas destinadas a la expedición al Perú y nuevas agregaciones que ha habido). Como jefe del regimiento se designó a Juan José Viamonte, a quien se le dio el rango de coronel. Ese día también fue creado el cuerpo Dragones Ligeros de la Patria (o del Perú), formado por los piquetes de dragones, blandengues y de húsares, con jóvenes patricios provenientes de las provincias "de abajo": Salta, Jujuy, Tarija y  Tucumán, muchos cadetes como Aráoz de Lamadrid, José Ignacio Gorriti , el mismo Güemes, poniendo al mando al coronel Díaz Vélez.
El 5 de noviembre las fuerzas realistas comenzaron la marcha hacia Tupiza, por lo que al día siguiente Balcarce desalojó ese pueblo, que fue ocupado al día siguiente por 1200 realistas, y se situó en Nazareno, en donde recibió un refuerzo de 200 hombres provenientes de Jujuy con dos piezas de artillería. El 7 de noviembre volvieron a enfrentarse contra las mismas tropas con que se habían enfrentado antes comandadas por el general Córdoba en Suipacha, donde el ejército argentino obtuvo su primera victoria. La batalla resultó favorable para Balcarce a pesar de tener, nuevamente, la inferioridad numérica (800 realistas con 4 cañones contra 600 patriotas con 2 cañones, en Cotagaita 2000 realistas contra 1.100 patriotas). A Balcarce le valió los galones de brigadier, y la confianza para avanzar hacia el río Desaguadero, límite del virreinato en la época colonial. El general Juan Martín de Pueyrredón fue nombrado presidente de la Audiencia de Charcas.
Entró luego la división de vanguardia del ejército auxiliar en Potosí, comandada por Martín Miguel de Güemes y posteriormente le siguió el resto del ejército. Las desavenencias internas llevaron a Castelli a despedir a Güemes y a su gente, fue confinado en Salta y la División de Salta, que estaba a su mando fue disuelta, incorporándose sus soldados a otras unidades.
El 17 de noviembre de 1810 la Junta dispuso la disolución de la junta de comisión y el relevo de Ortiz de Ocampo, quien se hallaba en Jujuy, quedando González Balcarce como general de la expedición, recibiendo la noticia el 12 de diciembre. Sin embargo, ninguna disposición podía tomar sin el asentimiento de Castelli. El coronel Juan José Viamonte quedó como segundo jefe y como tercero el teniente coronel Eustoquio Díaz Vélez.
El 21 de noviembre, un decreto de la Junta creó el Regimiento n.º 7 de Infantería (Regimiento de Cochabamba) con fuerzas milicianas de esa ciudad, formado por 12 compañías de 100 soldados cada una, siendo su jefe el gobernador intendente de Cochabamba, Francisco del Rivero.

### Derrota de Huaqui y retirada del Alto Perú
El ejército auxiliar continuó estacionado en Potosí, hasta que el 9 de enero de 1811 comenzó a marchar hacia Oruro al mando de Viamonte. Contaba entre 8.000 y 10.000 hombres. Luego se situó en La Laja, cerca de La Paz.
Las acciones de este ejército estuvieron coordinadas con la rebelión de Tacna, el 20 de junio de 1811, realizada por Francisco Antonio de Zela contra las autoridades realistas.
Como consecuencia de la derrota en la Batalla de Huaqui del 20 de junio de 1811, los restos desorganizados del ejército retrocederían en precipitada retirada, refugiándose primero en Potosí —que fue abandonada por Pueyrredón, llevándose los caudales—, luego en Jujuy, y finalmente en territorio salteño, donde recibirían el auxilio de Güemes.
Al conocerse en Buenos Aires lo ocurrido en Huaqui, el presidente de la Junta, Cornelio Saavedra, culpó al extremismo de Castelli por la pérdida del Alto Perú y el 3 de agosto, ordenó su destitución y reemplazo en la jefatura del ejército auxiliar por Francisco del Rivero, siendo destituido Balcarce poco después. El 13 de agosto Goyeneche lograba el triunfo en la Batalla de Amiraya (o Sipe Sipe) y entraba en Cochabamba, entrevistándose el 15 de agosto con Rivero. Este, sin saber que había sido nombrado jefe del Ejército Auxiliar, solicitó a Goyeneche el cese de hostilidades.
Al enterarse de lo que consideró la defección de Rivero, el 1 de septiembre Saavedra revocó la orden dada para que Rivero asumiera la jefatura, y ordenó que Balcarce regresara a Buenos Aires y dejara a Viamonte en el mando. Pocos días después, la Junta solicitó a Saavedra que se dirigiera a tomar el mando del ejército auxiliar, por lo que viajó junto a un grupo de oficiales (entre ellos: Manuel Dorrego, Ignacio Warnes y Ramón de Echeverría), a hacerse cargo de la jefatura del ejército. A solo 8 días de su llegada a Salta, Saavedra recibió la comunicación de que había sido separado de la Junta y que debía dejar el mando del ejército a Juan Martín de Pueyrredón, ya que el 23 de septiembre de 1811, la Junta fue reemplazada en su función ejecutiva por el Primer Triunvirato.
A fines de 1811 se había alcanzado un efectivo de casi 1.800 hombres. El general Eustoquio Díaz Vélez, con 800 soldados, fue enviado por Pueyrredón para apoyar la insurrección de Cochabamba, en un nuevo intento de avanzar sobre el Alto Perú; pero fueron derrotados en Nazareno el 12 de enero de 1812.
En marzo de 1812 terminó oficialmente la primera campaña de la expedición. Ante la inminente invasión, Pueyrredón se replegó con el ejército hacia Tucumán, siendo reemplazado por el brigadier general Manuel Belgrano el día 26 en la Posta de Yatasto (Salta). La Junta había nombrado a Belgrano como jefe del Ejército del Perú el 27 de febrero de 1812.

## Segunda expedición al Alto Perú

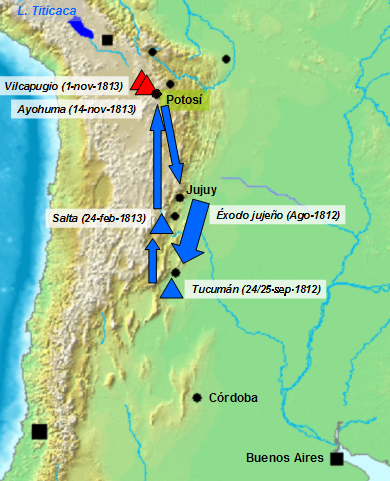
Segunda Campaña al Alto Perú (1812-1813). Los triángulos representan las batallas: azules para las victorias independentistas (Éxodo jujeño, Tucumán y Salta) y rojas para las victorias realistas (Vilcapugio y Ayohuma).

En 1812, con nuevo comandante, Manuel Belgrano y con Eustoquio Díaz Vélez como mayor general, la Junta decidió hacer una segunda campaña auxiliadora al Alto Perú, con el objetivo de derrotar definitivamente a los realistas triunfantes en Huaqui y, por consiguiente, levantar la moral de la población, decaída por el avance español.
Al hacerse cargo Belgrano, dejó la artillería y el parque en Tucumán y situó su campamento en Campo Santo, donde se dedicó a reorganizar el ejército. El efectivo no alcanzaba a 1.500 hombres, había solo 580 fusiles, 215 bayonetas, 21 carabinas, 34 pistolas y unos pocos cañones.
En abril de 1812 el Ejército del Norte estaba integrado por las siguientes unidades:
- Artillería Volante: al mando del capitán Francisco Villanueva, con 10 piezas de artillería, 3 oficiales y 106 artilleros.
- Regimiento n.º 6 de Infantería (o 6 del Perú): al mando del teniente coronel Ignacio Warnes, con 613 combatientes.
- Pardos y Morenos: al mando del teniente coronel José Superí, con 305 combatientes.
- Húsares de la Patria (llamado antes de la revolución Húsares del Rey): al mando de Martín Rodríguez, con 264 combatientes. Por disposición del 26 de noviembre de 1811, fue incorporado luego por Belgrano al Regimiento de Dragones de la Patria.
- Dragones Ligeros del Perú: al mando del teniente coronel Antonio González Balcarce, con 305 combatientes. Había sido creado el 3 de noviembre de 1810.

La tarea de Belgrano en el Norte, al igual que la anterior en el Paraguay, tuvo tanto de política como de castrense; se confiaba en él para restaurar la moral de los habitantes de la región y desarmar a los realistas entre ellos, de los que no se contaban pocos en la jerarquía eclesiástica y las clases más pudientes. Se lo prefirió por ello a otros militares, quizá más experimentados y capaces, como Eustoquio Díaz Vélez o Juan Ramón Balcarce, ambos con el grado de coronel y veteranos de numerosos enfrentamientos. Entre los oficiales jóvenes contó con varias figuras que se destacarían en lo sucesivo, como José María Paz, Manuel Dorrego y los hermanos Francisco y Gregorio Aráoz de Lamadrid. Ya en Salta, recibiría el inestimable añadido del barón de Holmberg, artillero veterano de las guerras en Europa, que se haría cargo de su escasa artillería —apenas dos cañones en un primer momento— y sobre todo de la planificación estratégica.
La dotación de campaña era también reducida: sumaba unos 1.500 hombres, de los cuales dos tercios eran de caballería, y solo poco más de 600 contaban con armas de fuego. Escaseaban asimismo las bayonetas, con lo que debieron improvisarse lanzas como armamento para la mayor parte de la tropa. Aquellos de los oficiales que no podían aportar un sable propio carecían de él. La necesidad impuso una organización estricta, y Belgrano ocupó los primeros meses de su mando en establecer un hospital, un tribunal militar, un cuerpo destinado a la garantía de la provisión, una compañía de reconocimiento y en negociar la fabricación de municiones y vestuario. La relativa hostilidad de la población ante las exigencias de los porteños no simplificó las medidas; se hizo uso de las amistades de los naturales de la región, entre ellos Lamadrid, para colaborar con el reclutamiento de tropa. Fue crucial en este aspecto el apoyo de Güemes, cuya dificultosa relación personal con Belgrano llevaría a este a despacharlo rumbo a Buenos Aires en junio, antes de tener ocasión de entrar en combate.
El escaso número de efectivos y armamentos de que disponía el ejército forzó a Belgrano a efectuar su reorganización, los regimientos de infantería fueron rebajados a batallones. El ejército quedó formado por:
- Batallón n.º 6 de Infantería (ex regimiento).
- Batallón de Cazadores del Perú: al mando de Carlos Forest, con 6 compañías, fue creado por Belgrano.
- Cuerpo de Pardos y Morenos (o Cuerpo de Castas).
- Caballería Provisional del Río de la Plata, al mando de Juan Ramón Balcarce (fusión del Regimiento de Dragones con el de Húsares de la Patria, formado por 12 compañías).

Había además unos 300 milicianos, principalmente de caballería, entre ellos los Patricios de Salta (formado en 1810) y la Partida de Observación del teniente Martín Miguel de Güemes, con 60 jinetes. La artillería contaba con 14 piezas. El auditor era Teodoro Sánchez de Bustamante.
- Escuadrón de caballería "Patriotas Decididos"': al mando de Eustoquio Díaz Vélez, formado por voluntarios jujeños. Tendrían una destacada participación en el combate de "Las Piedras", "Tucumán", y  "Salta".

Belgrano ordenó la leva de todos los varones hábiles y en edad, formando un cuerpo de caballería irregular, pero recibió del gobierno central orden de retroceder hacia Córdoba.

### El Éxodo Jujeño y las batallas de Tucumán y Salta

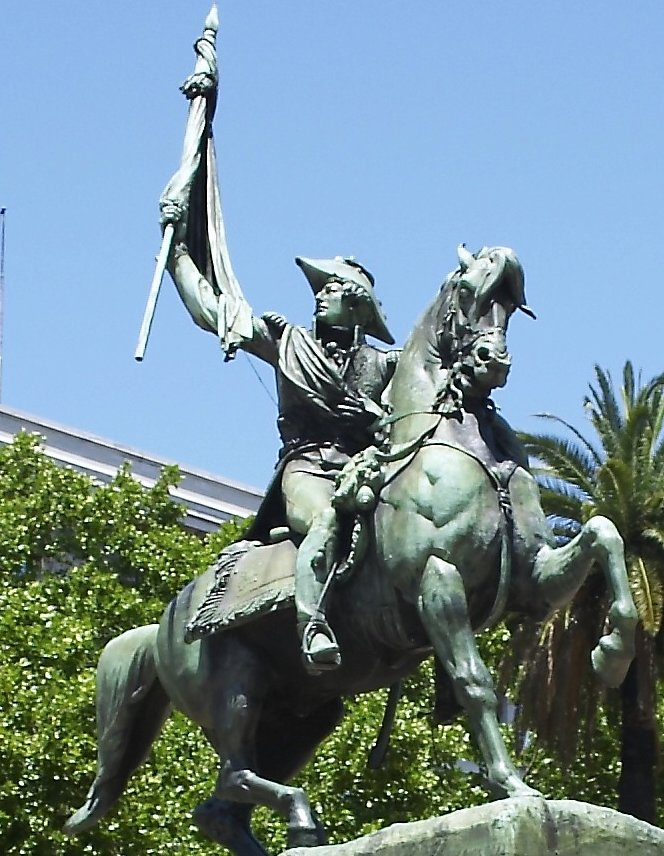
Manuel Belgrano, uno de los principales líderes revolucionarios, era un abogado y economista que debió improvisarse como militar para hacerse cargo de los ejércitos independentistas enviados al Paraguay y al Alto Perú. Estatua en la Plaza de Mayo (Buenos Aires).

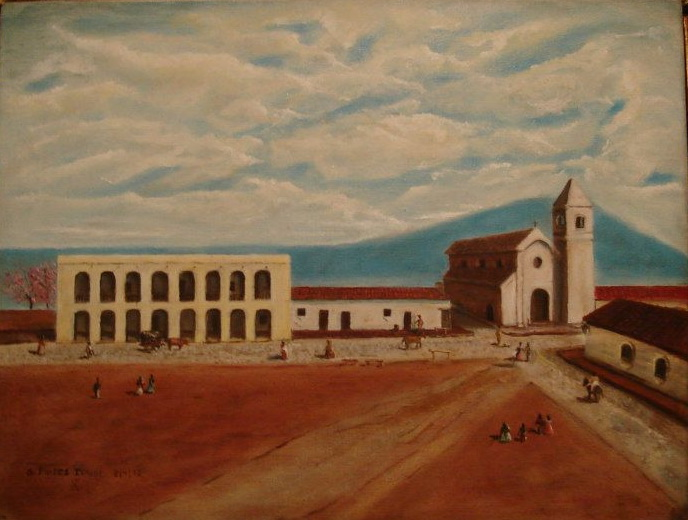
Tucumán en 1812, plaza, cabildo e Iglesia de San Francisco. (Óleo actual obra de Gerardo L. Flores Ivaldi)

Decidido a no dejar en manos del enemigo nada que le pudiese ser útil, Belgrano organizó durante agosto el llamado éxodo jujeño, ordenando a la población civil replegarse junto con el ejército y quemar todo lo que quedase detrás, para entorpecer el avance enemigo. Belgrano comandó la vanguardia de la salida mientras que Díaz Vélez se hizo cargo de la retaguardia conduciendo a sus gauchos jujeños o "Patriotas Decididos" librando el combate de Las Piedras, el día 3 de septiembre, victoria patriota que levantó la moral del ejército.
No obstante, Belgrano —a pedido de la población tucumana y con el apoyo de la poderosa familia Aráoz— desobedeció la orden de retirarse a Córdoba: el 24 se enfrentaría a Tristán en la batalla de Tucumán, donde la decisiva carga de la caballería bien mandada le dio la victoria. Menos de 1800 patriotas derrotaron a 3000 realistas (2000 infantes y 1000 artilleros). Los mismos sufrieron 450 bajas, 687 prisioneros y pérdida de municiones y material. Tristán debió retroceder hacia Salta, y perdió toda su artillería y parque en manos del ejército rioplatense, para el cual sería crucial ese rico botín.
Los cuatro meses con que contó para reorganizarse tras la victoria de Tucumán permitieron a Belgrano duplicar el número de sus hombres y mejorar su formación y disciplina, aunque le costaron el alejamiento de von Holmberg, enemistado con otros oficiales y llamado a Buenos Aires; la falta de un jefe de Estado Mayor dotado de formación táctica se haría notar más adelante. Recibió refuerzos desde Buenos Aires el 10 de diciembre de 1812: 
- el Regimiento n.º 1 de Infantería, al mando del teniente coronel Gregorio Perdriel con 395 soldados.
- 4 compañías del Regimiento n.º 2 de Infantería con 360 soldados al mando del teniente coronel Benito Álvarez, con las que se constituyó el Batallón n.º 2.
- 70 u 80 Pardos y Morenos.

El Batallón n.º 6 fue aumentado con tropas llegadas de Buenos Aires y reclutas, llegó a 796 hombres, pasando a ser el Regimiento n.º 6 de Infantería con dos batallones, de seis compañías cada uno, al mando el primero, el teniente coronel Francisco Pico.
Los pardos y morenos llegados de Buenos Aires engrosaron el Cuerpo de Castas, pasando a ser Batallón de Castas, al mando del teniente coronel José Superí.
El Batallón de Cazadores del Perú fue también aumentado en número, al mando del teniente coronel Manuel Dorrego.
La Caballería Provisional del Río de la Plata pasó a ser Dragones de la Patria, con 2 escuadrones de tres compañías cada uno (otras tantas en Buenos Aires), al mando del teniente coronel Cornelio Zelaya.
Las milicias de caballería de Tucumán fueron organizadas como Regimiento de Dragones de la Milicia Patriótica de Tucumán, de 12 compañías, al mando del coronel Bernabé Aráoz, con 318 hombres.
La artillería recibió también refuerzos de Buenos Aires, contando  124 hombres, como 10 cañones y 2 obuses, al mando del capitán Benito Martínez.
El auxilio del capitán Aparicio, natural de la región, le permitió llegar por un sendero poco conocido hasta el camino de Jujuy y enfrentar a Tristán por la retaguardia el 20 de febrero. Tras un comienzo poco auspicioso, la victoria de los independentistas en la batalla de Salta fue arrasadora, y Tristán se rindió incondicionalmente. 3.700 patriotas con 12 piezas de artillería aniquilaron a 3.700 realistas y 10 piezas de artillería, produciendo 480 realistas muertos y 114 heridos, mientras que solamente murieron 13 patriotas y 433 resultaron heridos. A cambio del juramento de no volver a tomar armas contra las Provincias Unidas, Belgrano garantizó a Tristán y sus hombres su libertad; quedó en posesión de todo su parque y armamento, sin embargo, con lo que su situación mejoró sensiblemente.
El 1 de julio de 1813, Belgrano creó el Regimiento n.º 8 de Infantería con naturales del Alto Perú que hasta ese momento formaban un batallón con 796 hombres, siendo sus jefes el teniente coronel Benito Álvarez  y el sargento mayor Patricio Beldón. Fue disuelto luego de la batalla de Vilcapugio ya que en ella murieron sus principales jefes y más de la mitad de su tropa.

### Acciones en el Alto Perú y retiro hacia Jujuy
Al momento de avanzar sobre el Alto Perú, el ejército estaba integrado por:
- Batallón de Pardos y Morenos, al mando de Superí.
- Batallón de Cazadores, al mando del sargento mayor Ramón Echeverría (Dorrego había sido retirado del Ejército).
- Regimiento n.º 1 de Infantería fue luego aumentado con reclutas del Alto Perú, al mando del coronel Gregorio Perdriel.
- Regimiento n.º 6 de Infantería, aumentado con reclutas, al mando del teniente coronel Miguel Aráoz y Arce.
- Regimiento n.º 8 de Infantería, formado el 13 de julio sobre la base del Batallón n.º 2, al mando del teniente coronel Benito Álvarez.
- Regimiento de Caballería de Línea del Perú, creado por Belgrano en marzo de 1813, fusionando Dragones Ligeros del Perú y una parte de los Dragones de la Patria, al mando del coronel Diego Balcarce. En abril de 1814 pasó a llamarse Dragones del Perú.
- Artillería, al mando del capitán José Cereso.[13]

Continuando su marcha hacia el norte, tomó Potosí el 21 de junio y continuó hasta Vilcapugio, donde se detuvo el 27 de septiembre a la espera de refuerzos. Un ataque sorpresivo el 1 de octubre de 1813 dio lugar a la batalla de Vilcapugio, en el que el ejército realista bajo el mando del brigadier Joaquín de la Pezuela, integrado por 4000 hombres y 12 piezas de artillería, se enfrentó a un ejército patriota con alta moral, integrado por 3500 hombres (1000 reclutas), 14 piezas de artillería y una caballería montada en mulas. Tras un inicio favorable a los rioplatenses, los españoles lograron la victoria.
Luego de la derrota de Vilcapugio, Belgrano estableció su campamento en Macha, intentando reorganizar el ejército, que quedó conformado por:
- 340 Cazadores, al mando del sargento mayor Cano
- 198 Pardos y Morenos, al mando de Superí
- 566 infante del Regimiento n.º 6, al mando de Martínez
- 532 infantes del Regimiento n.º 1, al mando de Perdriel
- 195 Dragones del Perú, al mando de Diego Balcarce
- División de Cochabamba, al mando de Cornelio Zelaya, con 479 hombres de caballería y de infantería.
- 6 piezas de artillería y dos obuses con 107 artilleros
- más de 1000 de naturales de Chayanta.

El 14 de noviembre llegó el ejército comandado por el general Joaquín de la Pezuela, desatándose la Batalla de Ayohuma. El ejército patriota, con 2.000 hombres y 8 piezas de artillería (a pesar de contar con 3.400 hombres, 1400 no estaban aptos para luchar) se enfrentó a un enemigo superior de 3500 hombres y 18 piezas de artillería. El combate fue sangriento para los dos bandos, perdiendo el patriota, aunque no fueron perseguidos por los realistas por haber sufrido 500 bajas y un enorme desgaste. Como consecuencia de estas derrotas, el Alto Perú volvió al control realista y Belgrano se retiró a Jujuy, a donde llegó a fines de diciembre con solo 800 hombres y sin artillería.
En enero de 1814, en Tucumán, Manuel Belgrano fue reemplazado por el entonces coronel José de San Martín quedando a cargo del Regimiento n.º 1 con el grado de coronel, el 30 de ese mes el gobierno lo separó del Ejército del Norte y viajó a Buenos Aires, donde fue arrestado y procesado, pero finalmente se le reconocieron sus méritos y honores.
En febrero de 1814 fueron disueltos el Regimiento n.º 6 de Infantería (sus efectivos pasaron al Regimiento n.º 1), el Batallón de Cazadores y el Regimiento n.º 8 de Infantería. El Regimiento n.º 2 de Infantería fue reemplazado por un batallón procedente de Buenos Aires (del mismo regimiento). De la caballería sobrevivieron diezmados los Dragones del Perú.
San Martín, por razones de salud renunció cuatro meses después, siendo reemplazado por el coronel José Rondeau.

## Tercera Campaña Auxiliadora al Alto Perú

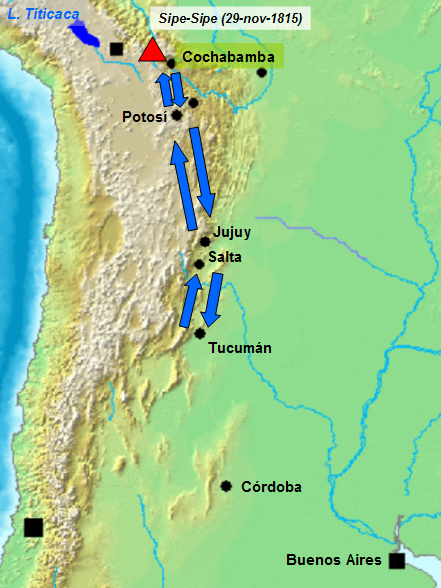
Tercera Campaña al Alto Perú (1815). El triángulo rojo representa la única batalla importante de la misma, la victoria realista en Sipe-Sipe.

Luego de guarecer el actual norte argentino durante un año, el Ejército del Norte recibió órdenes para una tercera campaña auxiliadora al Alto Perú. Los objetivos de ésta eran ocupar todo el territorio altoperuano, asegurándolo contra los realistas y así establecer la soberanía de las Provincias Unidas del Río de la Plata. También, si se podía, era importante avanzar sobre Lima para liberar la capital del Virreinato del Perú.

### Sublevación de las tropas y nuevo avance sobre el Alto Perú
Al momento que las tropas preparaban para iniciar la tercera campaña al Alto Perú, el general Carlos María de Alvear fue designado para reemplazante de Rondeau. Los oficiales del Ejército del Norte se sublevaron y le comunicaron a Rondeau que solo iban a acatar sus órdenes mas no las de Alvear y lo instaron a iniciar la campaña, Rondeau en rebeldía ordenó el comienzo de la operación que comenzó en enero de 1815. Durante los siguientes diez meses hubo enfrentamientos con tropas realistas, pero nunca de la magnitud de la campaña anterior.
El 19 de febrero se produjo la batalla de El Tejar. La vanguardia patriota se adelantó para hacer un reconocimiento siendo sorprendido por el total de las tropas realistas.
En abril siguiente, la marcha se detuvo antes del Puesto del Marqués, ocupado por realistas. El general Rondeau, avanzó con 500 hombres derrotando a los 300 ocupantes.
Continuando la marcha por el Alto Perú, un grupo de reconocimiento encontró unas compañías realistas acampadas en Venta y Media al mando de Olañeta. Se preparó una estrategia para atacarlos por sorpresa, pero fracasó escapando los realistas. Fue tomado prisionero el coronel Martín Rodríguez junto a sus subordinados. El general Joaquín de la Pezuela a cargo de las fuerzas realistas retiró sus fuerzas hasta Oruro, abandonando ciudades que fueron ocupados por las fuerzas de Rondeau, quien se apoderó de Potosí y Charcas y estableció su cuartel en Chayanta.
Martín Miguel de Güemes, enemistado con Rondeau, abandonó las filas del ejército junto con sus gauchos y se retiró hacia Salta, llevándose consigo el parque del ejército que se encontraba en Jujuy.

### Derrota de Sipe-Sipe y retiro a Tucumán

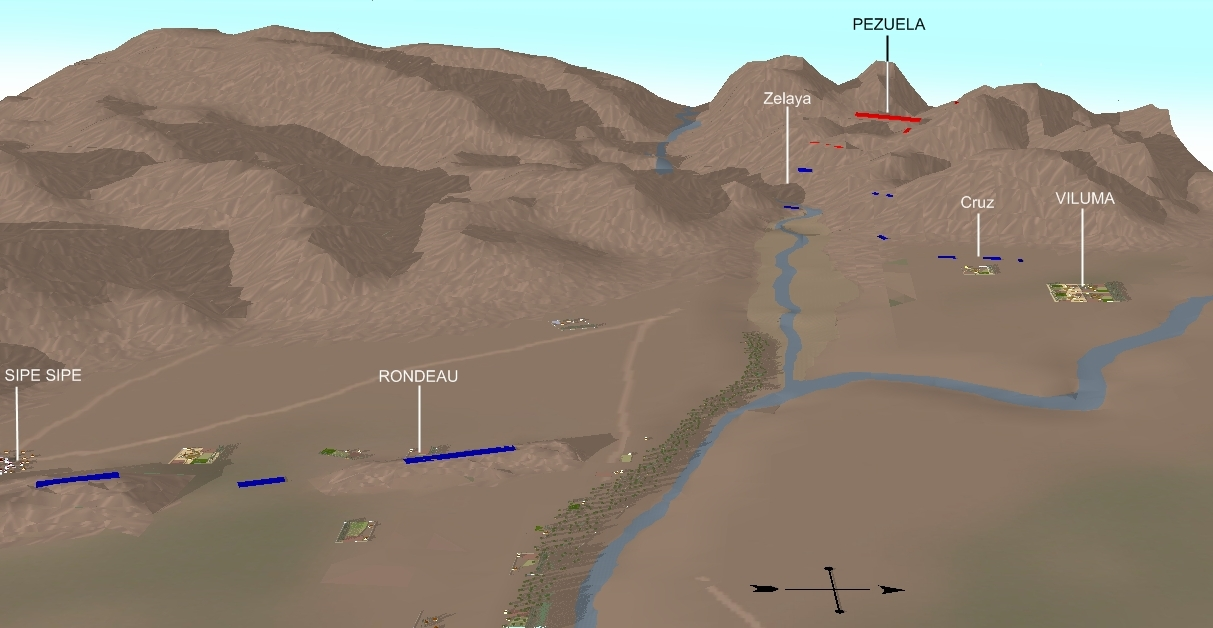
Tercera Campaña al Alto Perú (1815). Vista del campo de batalla de Sipe-Sipe (Viluma) y posiciones antes de la bajada del Ejército Realista.

La primera y única gran batalla de la campaña se produjo el 29 de noviembre de 1815. Cuando el ejército patriota estaba al norte de Venta y Media, llegando a Cochabamba se topó por el ejército comandado por el general Pezuela en Sipe-Sipe produciéndose la batalla de Sipe-Sipe que los españoles llaman de Viluma.
Resultó ser una derrota para los patriotas. Los 3500 hombres y las 9 piezas de artillería no pudieron con los 5100 y 23 piezas de artillería realistas dirigidas y rearmadas por Pezuela teniendo que escapar con más de 1000 bajas, mientras que los realistas solo tuvieron 32 muertos.
Los objetivos no fueron logrados y las provincias quedaron rodeadas de potenciales enemigos. Ingleses y franceses que podían llegar por el mar, portugueses por el este y españoles por el norte. Si se hubiera conseguido el Alto Perú, la mayor amenaza, los realistas, hubiera sido terminada.
En enero de 1816, el teniente coronel Gregorio Aráoz de Lamadrid fue enviado hacia el norte para organizar un escuadrón con dispersos de Sipe Sipe, y tras una acción indecisa el 31 de enero en el combate de Culpina, el 2 de febrero logró en conjunto con tropas del caudillo Camargo el triunfo de Uturango para ser luego derrotado el 12 de febrero en una acción menor sobre el río San Juan. Rondeau obedeció la orden del Directorio de retirarse a Tucumán, dejando indefenso el frente Norte  de Salta, Jujuy y Tarija. El ejército, sin ayuda de Buenos Aires , marchó durante nueve meses pasando por Potosí y Humahuaca hasta llegar a Tucumán. El 7 de agosto de 1816 en Las Trancas, Rondeau fue desplazado de su cargo y reemplazado de nuevo por Manuel Belgrano. Martín Miguel de Güemes quedó como comandante de la frontera norte.
Belgrano trasladó al ejército hasta la ciudadela construida por San Martín en la ciudad de Tucumán, en ese lugar intentó la reconstrucción moral y material en busca de una nueva acción sobre el Alto Perú, combinada con las acciones de San Martín,  pero estuvo virtualmente sin recursos del Directorio y sin el apoyo de la provincia de Tucumán para avanzar al frente "virtualmente cautivos" de Aráoz según le expreso en sus cartas el General Belgrano al General Güemes.
Belgrano creó un Estado Mayor, el cual, en 1817 estaba formado por: 
- teniente coronel Benito Martínez, primer ayudante
- teniente coronel graduado Juan Escobar, segundo ayudante
- capitán Felipe Bertres, segundo ayudante
- capitán Manuel Dorado, segundo ayudante
- teniente Francisco Mallea, tercer ayudante
- teniente Juan Francisco Echaure, tercer ayudante.

Al hacerse cargo Belgrano el ejército estaba conformado por:
- Regimiento n.º 1 de Infantería, muy disminuido (fue disuelto en febrero de 1818).
- Regimiento n.º 2 de Infantería, su batallón n.º 1 fue disuelto y sus restos agregados al Regimiento n.º 9. Su batallón n.º 2 (había llegado en febrero de 1816), incorporó los restos de Azogueros de Potosí.
- Regimiento n.º 3 de Infantería (había llegado en abril de 1815), fue reforzado con los restos del n.º 6 y del n.º 7.
- Regimiento n.º 7 de Infantería (había llegado en 1814), fue disuelto en febrero de 1816 y sus restos distribuido entre el n.º 3 y el n.º 9.
- Regimiento n.º 9 de Infantería (había sido creado con los efectivos de la 3a División Oriental el 4 de mayo de 1814), fue reforzado con los restos del n.º 6 y n.º 7.
- Regimiento n.º 10 de Infantería (había sido creado en agosto de 1814, en Montevideo).
- Dragones de la Nación, formado por la fusión de los Dragones del Perú (muy disminuidos) con los dos escuadrones de los Dragones de la Patria el 3 de septiembre de 1816. Al mando de Cornelio Zelaya.
- Regimiento de Granaderos a Caballo, (había sido creado el 16 de marzo de 1812 por San Martín), el primer escuadrón de tres compañías de un total de cuatro. Dos escuadrones partieron al Alto Perú en diciembre de 1813, en 1814 se creó una Compañía de Carabineros en el Alto Perú, que duró poco tiempo. En abril de 1816 fueron enviados a Mendoza.
- Húsares de Tucumán, creado por Belgrano en septiembre de 1816 sobre la base de voluntarios del escuadrón de 180 Húsares de la Muerte creado por el teniente coronel Gregorio Aráoz de Lamadrid luego de la derrota de Sipe Sipe, quien siguió siendo su jefe. Contaba con un escuadrón, de dos compañías, con 173 plazas. En abril de 1817 se creó el segundo escuadrón.
- Regimiento de Artillería de la Patria (creado por decreto del 2 de marzo de 1812). El cuerpo se componía de doce compañías de 100 artilleros y cuatro oficiales cada una y una plana mayor, repartido en piquetes, compañías o escuadrones con sus cañones en varias provincias.
- Regimiento de Dragones de Milicia Patriótica de Salta, creado por San Martín en marzo de 1814. Algunas de sus compañías eran: Atacama, Yavi, Orán y Soconcha. Belgrano hizo un reglamento para las milicias y en 1816 ordenó que los milicianos de Güemes pasaran a llamarse División Infernal o Gauchos de Línea de Salta.

Belgrano creó una compañía de guías y un cuerpo de cazadores de infantería.

## Último avance sobre el Alto Perú y Guerra Gaucha
La campaña terminada en la derrota de Sipe-Sipe fue el último intento de conservar el Alto Perú, con las provincias de la actual Bolivia que suscribieron en Tucumán, la Declaración de Independencia de 1816 : Charcas, Mizque, Chichas,  manteniéndose Tarija. No obstante, Belgrano envió un destacamento con el objetivo de apoyar a la resistencia en Oruro. A pedido del Directorio, en esta etapa, el ejército se involucró en luchas internas que comenzaron entre federales y unitarios.
El 10 de diciembre de 1816 Belgrano envió a Lamadrid con tropas del Ejército del Norte para sofocar el movimiento autonomista de Santiago del Estero, derrotando a las tropas de Juan Francisco Borges en el combate de Pitambalá. El 1 de enero de 1817 Borges fue fusilado en Santo Domingo por orden del Congreso de Tucumán.
El 18 de marzo de 1817, Belgrano envió desde Tucumán una expedición del Ejército del Norte de 400 hombres, liderada por Gregorio Aráoz de Lamadrid con el objetivo de reconquistar Tarija, que había caído en manos realistas. En territorio tarijeño se le unieron partidas de gauchos y de oficiales del Ejército de Salta o Ejército de Observación del gobernador Güemes ( ya que Tarija dependía de la gobernación de Salta)  entre ellos los comandados por Eustaquio Méndez, José María Avilés y por Francisco Pérez de Uriondo, que impidieron oue las fuerzas realistas invas ras en arija, ecomandadas por l español Mateo Ramírez, acibiera refuerzos. El 15 de abril de 1817 la expedición  obtiene la victoria patriota en la batalla de La Tablada de Tolomosa, consiguiendo liberar Tarija. El triunfo le significó al Ejército del Norte la captura de abundantes armas, municiones, víveres y prisioneros, incorporándose además más de mil altoperuanos  n ejército. Francisco Pérez de Uriondo fue reinstaurado como teniente gobernador de Tarija. 
Desoyendo las órdenes de Belgrano, y viendo reforzada su expedición, el 5 de mayo de 1817, Aráoz de Lamadrid decidió avanzar hasta Chuquisaca, empresa que resultó superior a sus posibilidades, y atacó la ciudad por sorpresa. Derrotado el 12 de junio en la Batalla de Sopachuy,  a 120 km de Charcas, Lamadrid y su expedición tuvieron que emprender la retirada por sierra y selva, hasta Tucumán por el camino de Orán. La derrota de Sopachuy representó la última batalla del Ejército del Norte contra el ejército realista y también, la pérdida de la influencia rioplatense en todo el Alto Perú. Sin embargo a su retorno, Lamadrid fue ascendido a coronel en reconocimiento a la campaña que logró - al menos temporalmente- rechazar a los realistas de Tarija.

### Últimas invasiones realistas y muerte de Güemes
El 15 de noviembre de 1816 el coronel mayor Marqués del Valle del Tojo Juan José Feliciano Fernández Campero había sido derrotado en la Batalla de Yavi, quedando prisionero con 300 de sus hombres. Fernández Campero (conocido popularmente como Marqués de Yavi) estaba al mando del flanco oriental de la Puna de las fuerzas del general Güemes. Había avanzado sobre Yavi con 600 infantes y un escuadrón de gauchos, los Dragones Infernales, conducido por el coronel Bonifacio Ruiz de los Llanos. Ante su avance, los realistas que ocupaban Yavi (el segundo regimiento, un batallón de partidarios y una brigada de artillería), abandonaron sus posiciones replegándose a Moraya en suposición de que era el general Belgrano quien avanzaba con todo su ejército. Olañeta llegó con el primer regimiento y avanzó sobre Yavi sorprendiendo al marqués quién quedó prisionero. El coronel Fernández Campero, deeportado a España por su condición de noble alzado contra la corona a favor de la nueva Nación, falleció en Kingston, Jamaica, víctima del mal trato recibido el 20 de octubre de 1822.
El 1 de febrero de 1820 el Ejército del Norte recibió la orden de abandonar Tucumán y dirigirse a Buenos Aires para sofocar las sublevaciones autonomistas. La defensa del noroeste quedó a cargo de las fuerzas gauchas del general Martín Miguel de Güemes.
Ese año, cuando se intentó hacer valer el fuero militar de milicias de 1801, las autoridades tucumanas se negaron. En palabras de la historiadora Gabriela Tío Vallejo «Los problemas de los desórdenes y la intranquilidad pública eran permanentes» porque durante casi diez años un ejército de alrededor de 2000 hombres permaneció acuartelado en una pequeña ciudad de 4000 a 5000 habitantes. El ajetreo que generó la nueva población, los numerosos desertores que delinquían en la villa y la indisciplina que se producía por los largos períodos de inactividad.
El 7 de junio desde Yavi 600 infantes a las órdenes del coronel José María Valdés (alias el Barbarucho), quien marchó a Purmamarca y por senderos rodeó la serranía de las Tres Cruces y del Chañi y el 7 de junio tomó por sorpresa Salta, en donde una de sus partidas logró herir a Güemes, quien falleció el 17 de junio de 1821 en Chamical. Asumió el mando en sustitución de Güemes el coronel Jorge Enrique Vidt.
El 4 de agosto de 1824 el gobernador de Salta, general Juan Antonio Álvarez de Arenales, nombró comandante general de Vanguardia al general José María Pérez de Urdininea en cumplimiento del pedido del mariscal Sucre, para que se dirigiera al Alto Perú a atacar a Olañeta por el sur, poniéndose en marcha el 3 de enero de 1825. En marzo de 1825 Álvarez de Arenales salió en campaña, pero cuando se hallaba en su cuartel de Tilcara recibió la noticia de que el teniente coronel Carlos Medinaceli se había pasado al bando independentista, por lo que envió a Pérez de Urdininea desde Humahuaca en apoyo de Medinaceli. El 1 de abril de 1825 se produjo la batalla del Tumusla en la que Medinaceli venció a Olañeta, quedando liberado el Alto Perú. Pérez de Urdininea se autonombró Comandante en Jefe del Ejército Libertador de Chichas desobedeciendo a Álvarez de Arenales y llegando luego de la batalla del Tumusla en 1825.

## Sublevación de Arequito
A fines de 1817 el Regimiento n.º 2 de infantería, con 400 hombres, fue enviado a Córdoba al mando de Juan Bautista Bustos para aplacar la insurrección de Juan Pablo Bulnes, y se situó en la Villa de los Ranchos.
El 8 de noviembre de 1818, estas tropas fueron atacadas y sitiadas en Fraile Muerto por el gobernador y caudillo federal santafesino Estanislao López. A fines de 1818, Aráoz de Lamadrid salió de Tucumán para reforzar a las fuerzas de Bustos con dos escuadrones de húsares y uno de dragones, este último a las órdenes del comandante José María Paz.
El 19 de febrero de 1819 López atacó el campamento del Ejército del Norte en La Herradura (Córdoba), enfrentando a las fuerzas comandadas por los generales Lamadrid, Bustos y Paz. El 12 de abril, Belgrano y Estanislao López firmaron el pacto de San Lorenzo, que puso fin transitoriamente a la lucha entre Buenos Aires y el Litoral. Belgrano, enfermo, entregó el mando del Ejército del Norte al general Francisco Fernández de la Cruz el 11 de noviembre y se retiró a Tucumán. Fallecería seis meses más tarde.
El Ejército recibió la orden de marchar hacia Buenos Aires y partió desde su campamento de Pilar (provincia de Córdoba) el 12 de diciembre de 1819. El 8 de enero de 1820, en la posta de Arequito (provincia de Santa Fe), parte de las tropas del Ejército del Norte (más de la mitad) rechazaron a su nuevo jefe, el comandante general Francisco Fernández de la Cruz y se negaron a dirigirse a Santa Fe para combatir a las tropas federales, que respondían a José Gervasio Artigas y se encontraban al mando directo de Estanislao López. La sublevación fue comandada por el jefe del Estado Mayor, coronel Juan Bautista Bustos, junto con el coronel Alejandro Heredia y el mayor José María Paz, quienes detuvieron a los otros jefes: Cornelio Zelaya, Gregorio Aráoz de Lamadrid, Blas José Pico, José León Domínguez, Francisco Antonio Pinto y al general Francisco Fernández de la Cruz. Bustos escribió a Estanislao López (gobernador de Santa Fe) el 12 de enero 

Puede considerarme un amigo sólo interesado en la felicidad del país, casi arruinado por la guerra civil que debemos terminar de modo amistoso. (...) (en Córdoba) desde donde trataremos cuanto conduzca a la prosperidad y seguridad de las provincias.

Tal hecho facilitó - aunque con muchas alternativas - el triunfo de las ideas federales en Argentina y significó el fin del gobierno nacional.
Para evitar derramamientos de sangre, Fernández de La Cruz continuó la marcha hacia Buenos Aires con algunos oficiales, mientras que Bustos se declaró neutral en el enfrentamiento interno y regresó con el resto de las tropas no sublevadas a Córdoba, donde fue proclamado gobernador en marzo de 1820.
Los restos del Regimiento n.º 2 de Infantería se integraron al Ejército de Córdoba. Desaparecieron el Regimiento n.º 3 de Infantería y el Regimiento n.º 10 de Infantería, también el de Dragones de la Nación y los Húsares de Tucumán. Al frente de una parte de estos cuerpos, Alejandro Heredia se pondría a las órdenes de Güemes, pero no regresaría al frente norte.
El único de sus jefes que volvería al Alto Perú sería el coronel Paz, en la campaña de Arenales. Pero sería solo a principios de 1825, después de la victoria definitiva de Ayacucho, y solamente para presenciar cómo el ejército realista se disolvía sin luchar.

## Comandantes
- Francisco Antonio Ortiz de Ocampo (14 de junio de 1810 - 15 de noviembre de 1810)
- Juan José Castelli (6 de septiembre de 1810 - junio de 1811) Representante de la Junta
- Antonio González Balcarce (15 de noviembre de 1810 - septiembre de 1811) mando militar sujeto a Castelli
- Francisco del Rivero (3 de agosto - 1 de septiembre de 1811, no asumió)
- Cornelio Saavedra (1 de septiembre - octubre de 1811)
- Juan José Viamonte (provisional entre septiembre y octubre de 1811)
- Juan Martín de Pueyrredón (octubre de 1811 - 26 de marzo de 1812)
- Manuel Belgrano (26 de marzo de 1812 - 30 de enero de 1814)
- José de San Martín (30 de enero de 1814 - mayo de 1814)
- José Rondeau (mayo de 1814 - 7 de agosto de 1816)
- Carlos María de Alvear designado en enero de 1815, no pudo asumir
- Manuel Belgrano (7 de agosto de 1816 - 11 de septiembre de 1819)
- Francisco Fernández de la Cruz (11 de septiembre de 1819 - 8 de enero de 1820)